# 平壤國際足球學校
平壤國際足球學校，朝鮮民主主義人民共和國的一所足球學校，成立於2013年5月，校址位在平壤市綾羅島，旨在培養國際知名的足球運動員。該校最早源於朝鮮第二代領導人金正日提出建立，後由朝鮮第三代領導人金正恩基於體育強國建設構想，親自指示成立並取名。

## 建校緣起
平壤國際足球學校最早源於朝鮮第二代領導人金正日提出建立，後由朝鮮第三代領導人金正恩基於體育強國建設構想，親自指示成立並取名。

## 學校概況
平壤國際足球學校，校址位在平壤市綾羅島，鄰近綾羅島5月1日競技場，於2011年1月動工，至2013年5月31日竣工，正式建校，隨後在同年6月9日金正恩視察時為學校命名。
該校為住宿制足球學校，學校設有小學、初中及高中，學制各是5年、5年及3年，初、高中各3個班級，小學則有2個班級，再加上一年的學前教育，總共需完成12年義務教育。就讀該校的學生需要學習系統的足球訓練及足球相關的理論課程，且有師資教授數學、物理、化學、電腦、地理、外語等課程。
該校的創辦目的是為了培養出能在世界範圍內取得優異成績的足球員，借鑑了歐洲足球強國的培訓計劃，系統性地向全國招生選拔男、女足球員。每年面向全国招生兩次，從各地報名的學生中進行初選，通過初選的學生統一在該校進行二次選拔，合格後才能正式進入足球学校。入學後，將採取循環淘汰制，每年會根據學生對足球的領悟能力和訓練水準淘汰10%左右的學生，被淘汰的學生會回到原來所在地學校繼續學習。學生畢業後，最優秀的學生會被選入朝鮮國家足球隊，其餘學生會進入按年齡區分組別的球隊或各單位所屬的球隊繼續球員生涯。
該校初時約有200人，師資有前朝鮮隊代表，以及從歐洲邀請的義大利等各國教練。除了在校內的訓練外，該校也安排海內外交流學習、訓練及比賽，還會派校內的優秀學生赴義大利及西班牙等歐洲國家培訓，如有「人民的羅納爾多」、「朝鮮的羅納爾多」之稱的韓光成，便是在參加義大利的足球訓練營後，獲義大利球隊卡利亞里足球俱樂部簽約。除韓光成外，該校男學生有鄭日冠、朴光龍及崔成赫等人挑戰歐洲的足球聯賽，女學生有金松京（김송경）、朴美玲（박미령）及韓紅蓮（한홍련）助朝鮮贏得2024年國際足總U-20女子世界盃冠軍。